# Radwanice (gmina)
Radwanice est une gmina rurale du powiat de Polkowice, Basse-Silésie, dans le sud-ouest de la Pologne. Son siège est le village de Radwanice, qui se situe environ 12 km au nord-ouest de Polkowice, et 92 km au nord-ouest de la capitale régionale Wrocław.
La gmina couvre une superficie de 83,97 km2 pour une population de 4 374 habitants.

## Géographie
La gmina est bordée par les gminy de Chocianów, Grębocice, Jerzmanowa, Lubin, Radwanice et Rudna.
La gmina contient les villages de Borów, Buczyna, Dobromil, Drożów, Drożyna, Jakubów, Kłębanowice, Łagoszów Wielki, Lipin, Nowa Kuźnia, Nowy Dwór, Przesieczna, Radwanice, Sieroszowice, Strogoborzyce, Teodorów et Ułanów.